# Cambarellus diminutus
Cambarellus diminutus là một loài tôm sông trong họ Cambaridae. Nó là loài đặc hữu của Hoa Kỳ. It is bản địa của Mississippi và Alabama, and is listed as Data Deficient on the Sách Đỏ IUCN.